# Kispesti Erőmű
A Kispesti Erőmű egy kombinált ciklusú hőerőmű Budapesten, nevével ellentétben nem Kispesten, hanem Pestszentlőrincen, a XVIII. kerületben található. A cseh EP Holding tulajdonában lévő Budapesti Erőmű Zrt-hez tartozik. A Kispesti Erőmű 110 000 lakás villamosenergia-igényét és 45 000 lakás távhőigényét biztosítja (Havanna-, Lakatos-, Kispesti-, Újhegyi lakótelep és Kőbánya városközpont). Az erőmű területe 21 hektár.

## Története
A második világháború utáni időszakban a Kispesti Textilgyár és a Lőrinci Fonó hőigénye, valamint a dél-pesti térségben épülő lakótelepek miatt szükségessé vált egy újabb budapesti erőmű építése. A helyszín kiválasztása után a munkálatok 1955-ben kezdődtek, amikor a metróépítéseknél kitermelt földdel és törmelékekkel feltöltötték az addig mocsaras területet.
1957 és 1962 között zajlott az erőmű építése. Az ekkor felépült "régi erőmű" 2004-ig működött. A széntüzelésű erőműbe vasúton érkezett a fűtőanyag, amit futószalagon szállítottak a kazánokhoz. 1978-tól a széntüzelést felváltotta a kőolaj, 1981-től pedig a földgáz. Az újabb lakótelepek építése miatt jelentős kapacitásnövelésre is sor került. 1978 és 1986 között forróvíz-kazánok épültek és beindult a távhőszolgáltatás is. Az ekkor beüzemelt berendezések azonban már az 1990-es évek szigorodó környezetvédelmi és hatékonysági előírásainak nem feleltek meg (pl. magas kén-dioxid-kibocsátás), így nagyobb felújítás vált szükségessé.
A modernizálás során 2003-ban egy új, nagyobb teljesítményű gázturbinát építettek be. 2002-ben ledöntötték a régi erőmű 80 méter magas kéményét, a termelés 2004-ben fejeződött be, majd a távhővezetékek összekapcsolása után a kőbányai erőművet is bezárták. Ekkor vette át helyüket az új, kombinált ciklusú Kispesti Erőmű.

## Energiatermelés
Mai kiépítésében az erőmű kombinált ciklusú, azaz a gázturbina által megtermelt hő áramtermelésben nem hasznosuló részét gőztermelésre fogják, ez a gőz egy másik turbogenerátort meghajtva további áramot termel. Így magasabb, jóval 50% feletti hatásfok érhető el. Az erőműben ugyanakkor kapcsolt energiatermelés is folyik, vagyis az áramtermelés mellett hőenergia előállítását is végzik, melyet a távfűtésben hasznosítanak. A kapcsolt termelés előnye a nagyobb hatásfok, a megbízhatóság és az alacsony környezeti terhelés. Az energiatermeléshez ioncserés technológiával a Duna vizét használják fel, melyből évente 500 000 m³-t igényel az erőmű működése.
Az erőműhöz tartozik egy 15 méter magas, 6000 köbméteres olajtartály, melyben nagy tisztaságú, kénmentes fűtőolajat tárolnak, hogy  gázkorlátozás esetén is zökkenőmentesen folytatódjon az áram és a távhő termelése. Ilyen korlátozás eddig egyszer, 2009 januárjában, az orosz-ukrán gázvitához kapcsolódóan történt (8 napig).

### Villamosenergia-termelés
A villamosenergia-termelés kapacitása 110 MW.
Az erőmű üzemanyagául szolgáló földgáz nagynyomású vezetéken érkezik a MOL NyRt. kőbányai gázátadó állomásáról. Az áramtermelést első körben a 2004-ben átadott 70 MW teljesítményű PG 6101 FA típusú gázturbina végzi. Az innen távozó 590 °C-os füstgáz a hőhasznosító kazánba kerül, ahonnan 500 °C-ra melegített, 90 bar nyomású gőz távozik és meghajtja a 40 MW teljesítményű gőzturbinát.
A 10 kV-on megtermelt áramot a kisebb veszteség miatt transzformátorok 120 kV-ra alakítják át, majd egy szabadtéri kapcsolóállomáson keresztül az országos villamos elosztó- és szállító hálózatba továbbítják.

### Hőtermelés
Az erőmű hőtermelő kapacitása 410 MW.
Az áramtermelésben nem hasznosult hőmennyiséget (forróvíz formájában) télen a távfűtési rendszerbe juttatják, ami a Főtáv Zrt vezetékein keresztül a környező lakótelepekre jut. A rendszerben fűtési szezonban óránként 4000, szezonon kívül 1400 m³ vízmennyiséget keringtetnek a szivattyúk. A veszteségek csökkentése miatt (hogy a 130 °C-os forróvíz ne gőzölögjön el) a távhővezetékeket 11 bar túlnyomás alatt tartják. A megnövekedett téli hőigények miatt ilyenkor a hőtermelésben a hagyományos forróvíz-kazánok is részt vesznek (csúcs-üzemmód).
A hőmennyiséget nyáron a 74 MW teljesítményű nedves hűtőtornyok a párologtatással tiszta gőzzé alakítják, majd a levegőbe engedik.

## Az erőmű berendezései
A Kispesti Erőműben 2010-ben a következő berendezések működtek:
| Berendezés               | Üzembe helyezés éve | Teljesítmény | Gőz- ill. vízjellemzők | Termelt gőz- ill. vízmennyiség | Változás              |
| ------------------------ | ------------------- | ------------ | ---------------------- | ------------------------------ | --------------------- |
| MHD gőzkazán             | 1969/2004           | 60 MWth      | 92 bar/500 °C          | 60 t/h                         | Teljes felújítás 2003 |
| PTVM - 100 forróvízkazán | 1976/2003           | 116,3 MWth   | 150 /80 °C             | 2140 m³/h                      | Felújítva 2002        |
| PTVM - 100 forróvízkazán | 1976/2003           | 116,3 MWth   | 150 /80 °C             | 2140 m³/h                      | Felújítva 2002        |
| Segédüzemi gőzkazán      | 2003                | 5,7 MWth     | 16 bar/230 °C          | 8 t/h                          |                       |
| Segédüzemi gőzkazán      | 2003                | 5,7 MWth     | 16 bar/230 °C          | 8 t/h                          |                       |
| Hőhasznosító kazán       | 2003                | 124 MWth     | 92 bar/505 °C          | 108 t/h                        |                       |
| F6 gázturbina            | 2004                | 212 MWth     | -                      | 74 MW                          |                       |

## Környezetvédelem
Az erőmű működése többféle környezeti kockázattal jár (légszennyezés: kén-dioxid, szén-monoxid, nitrogén-oxidok, korom, szálló- és ülepedő por; zajszennyezés, vízszennyezés), ám minden területen megfelel a hatályos előírásoknak.  A Kispesti Erőmű 2004-ben kiadott egységes környezethasználati engedélye a 2010-es felülvizsgálat után 2019. december 31-ig volt érvényes.